# صفر درجه سانتی‌گراد زیر صفر
صفر درجهٔ سانتی‌گراد زیر صفر نمایشی به نویسندگی و کارگردانی شادی اسدپور و تهیه و تولیدی از مؤسسهٔ هنری آرتا است که اقتباسی آزاد از نمایش‌نامهٔ کالیگولا اثر آلبر کامو بوده که در مهر و آبان سال ۱۴۰۰ در مجموعهٔ نمایشی دیوار چهارم به روی صحنه رفته‌است و مورد استقبال صاحب‌نظران، اهالی تئاتر و خبرگزاری‌ها قرار گرفته‌است.

## داستان
این اثر اقتباسی آزاد از نمایشنامهٔ کالیگولا اثر آلبر کامو است که به روزهای پایانی زندگی کالیگولا می‌پردازد، در خلاصهٔ این اثر نمایشی آمده‌است: همهٔ این تلاش‌ها از دردِ انسان بودن است. رنجی که در فریادها و ضجه‌های عاجزانه‌مان فشرده شده‌اند. تمامِ قصهٔ ما از سر دلتنگی است. دلتنگی عشق ….

## عوامل و بازیگران
بازیگران: هلیا تصدیقی، مهدی دنیوی، علی انیسی، علی محمدنیا، محمد عورکی، مهشید صدری، پرستو بازیار
تهیه و تولید: مؤسسهٔ هنری آرتا
مدیر تولید: آرش (مهدی) رزمجو
گروه کارگردانی: علیرضا میمی
طراح گرافیک: سینا افشار
طراح نور: فرشاد نصیری
طراح صدا و ساخت موسیقی: عباس حیدری کاهکش
طراح لباس: مهدی دنیوی
روابط عمومی: گروه تئاتر آرتا
عکاس و ساخت تیزر: محمدعلی شکورزاده

## نقدها
یادداشت فرزین محدث بر نمایش «صفر درجهٔ سانتی‌گراد زیر صفر»
مهم‌ترین ویژگی اثر حاضر در این است که این اثر اجرای پایان دورهٔ هفت‌ماههٔ کارگاه ایده تا اجرایی است که خانم اسدپور در مؤسسهٔ هنری آرتا برگزار کرده و بسیاری از این بازیگران برای بار نخست روی صحنهٔ تئاتر می‌روند اما با این حال نشان داده‌اند که می‌شود به آن‌ها به عنوان بازیگر، اعتماد و اطمینان کرد و ایفای نقش‌های پیچیده و پرچالش را به آن‌ها سپرد و تمام این زحمات، برگرفته از آموزش صحیح، درست و کارگردانی پرزحمت و توجه به جزئیاتی است که خانم اسدپور در کنار تدریس، نوشتن و کارگردانی با این گروه جوان، لحظه‌ای از طراحی‌های خود کم نگذاشته و بلکه آن‌ها را تا انتها به سرانجام رسانده‌است.

یادداشت مهران رنج‌بر بر نمایش «صفر درجهٔ سانتی‌گراد زیر صفر»
فرم و محتوا در بازیگرانی که بیست و چند ساله‌اند، به صادقانه‌ترین شکل ممکن ایجاد شده و کارگردان، تمام آنچه را که در حافظهٔ عضلانی و ذهنی خود داشته‌است به عینیت تبدیل کرده‌است. یک اثر هنری و یک محصول جمعی را باید با شرایط زمانه‌اش سنجید. شرایطی که عرصه را به هنرمندش تنگ می‌کند و حتی غذای معده‌اش را در نمی‌یابد، چه برسد به تغذیهٔ روح و روانش؛ لذا طبق مباحث مختصر صدرالذکر، به عنوان یک مخاطب، رنجِ کالیگولاییِ خوبی را میان لابراتوار شادی اسدپور در تماشاخانهٔ دیوار چهارم دیدم.